# Saint Mary (Jamaica)
Saint Mary é uma paróquia da Jamaica localizada no condado de Middlesex, sua capital é a cidade de Port Maria.	